# Marcin Mastalerz
Marcin Mastalerz (ur. 28 września 1969 w Otwocku) – polski dziennikarz i autor książek.

## Życiorys
Studiował polonistykę na Uniwersytecie Warszawskim oraz handel i marketing w École Supérieure de Vente w Tours (dyplom w 1993 roku).
Po powrocie do Polski w 1994 roku pracował kolejno w redakcjach „Super Expressu”, „Życia” oraz „Metropolu”, którego był pierwszym redaktorem naczelnym w latach 2000–2002. W latach 2002–2012 związany z tygodnikiem „Newsweek Polska”, gdzie pełnił funkcje sekretarza redakcji oraz zastępcy redaktora naczelnego (od 2006 roku). Od 2012 do 2019 roku zajmował się pisaniem książek. Od 2019 pracuje w Polskiej Agencji Prasowej na stanowisku redaktora naczelnego w dziale wydarzenia.

## Książki
- Zew oceanu (PWN, 2013) – współautor (z Tomaszem Cichockim); reporterska relacja z samotnego rejsu Tomasza Cichockiego dookoła świata nagrodzona Wawrzynem – Literacką Nagrodą Warmii i Mazur w roku 2013, oraz Wawrzynem Czytelników w tym samym roku[1]
- M jak Miłość. Początki (Harlequin, 2013)[2]
- Miasto 44 (PWN, 2014) – powieść na podstawie scenariusza Jana Komasy[3]
- Ja, Fronczewski (Znak, 2015) – wywiad rzeka z Piotrem Fronczewskim[4]